# Южный (остров, Кения)
Ю́жный (Саут, англ. South) — вулканический остров в Кении, в южной части озера Рудольф (Туркана), севернее вулкана Телеки. Наивысшая точка 914 метров над уровнем моря.
Является местоположением национального парка Саут-Айленд (South Island National Park), который находится в управлении Службы охраны дикой природы Кении и Национальных музеев Кении (NMK). Национальный парк Саут-Айленд создан в 1983 году. Национальные парки на озере Туркана — Сибилои, Сентрал-Айленд и Саут-Айленд — являются с 2001 года объектом всемирного наследия ЮНЕСКО. Национальные парки на озере Туркана служат местом остановки для мигрирующих птиц и являются «родильным домом» для нильских крокодилов, бегемотов и различных ядовитых змей. Южный остров является важной средой обитания птиц, защищаемой BirdLife International. На Южном острове встречается кустарник сальвадора персидская (Salvadora persica). Обширные подводные луга водного растения рдест гребенчатый (Stuckenia pectinata), защищают нерестящихся рыб. До острова можно добраться на моторной лодке из города Лоиянгалани у юго-восточной оконечности озера Рудольф.